# Fosfinity

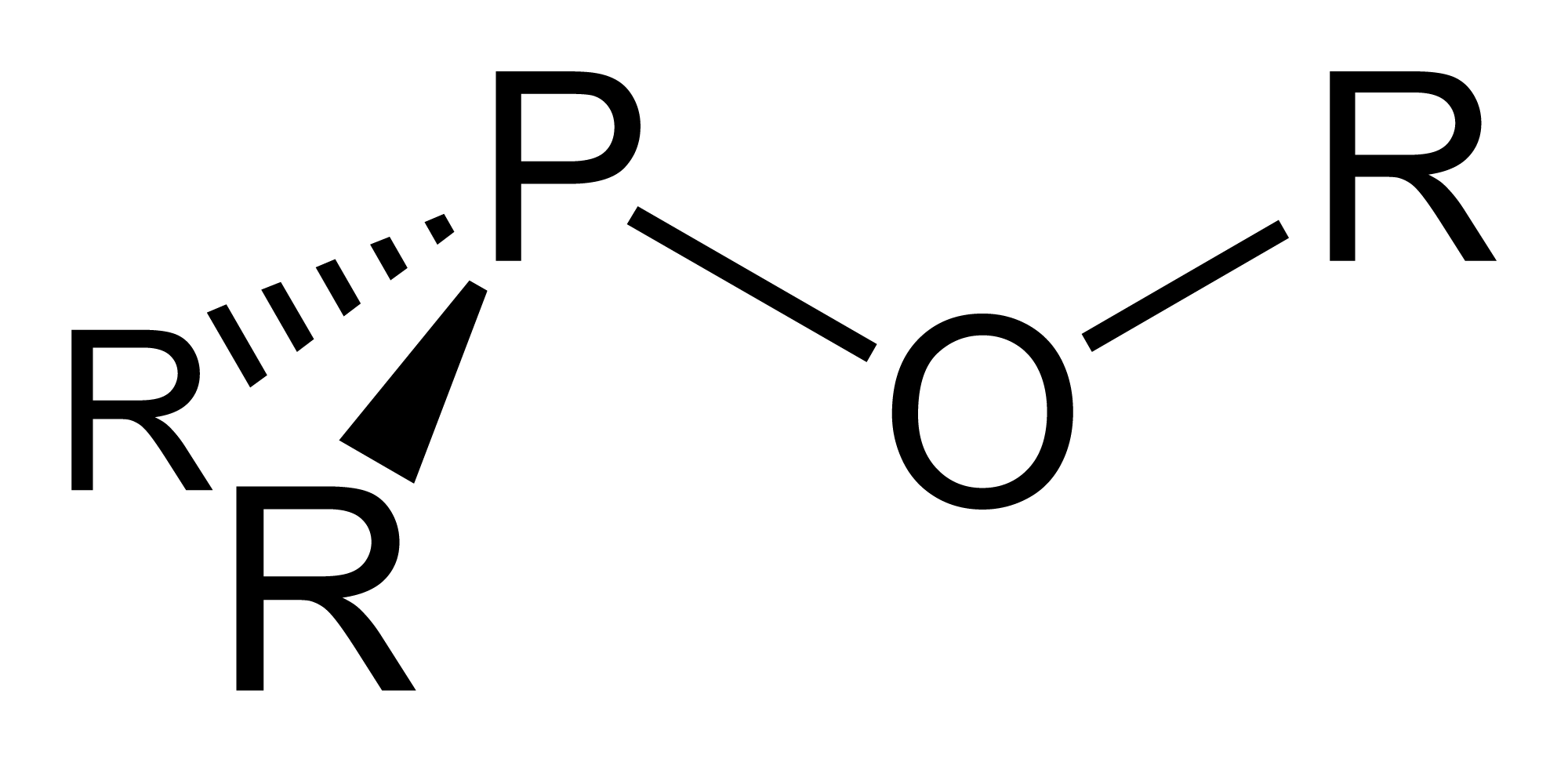
Obecný strukturní vzorec fosfinitu; R je organický substituent.

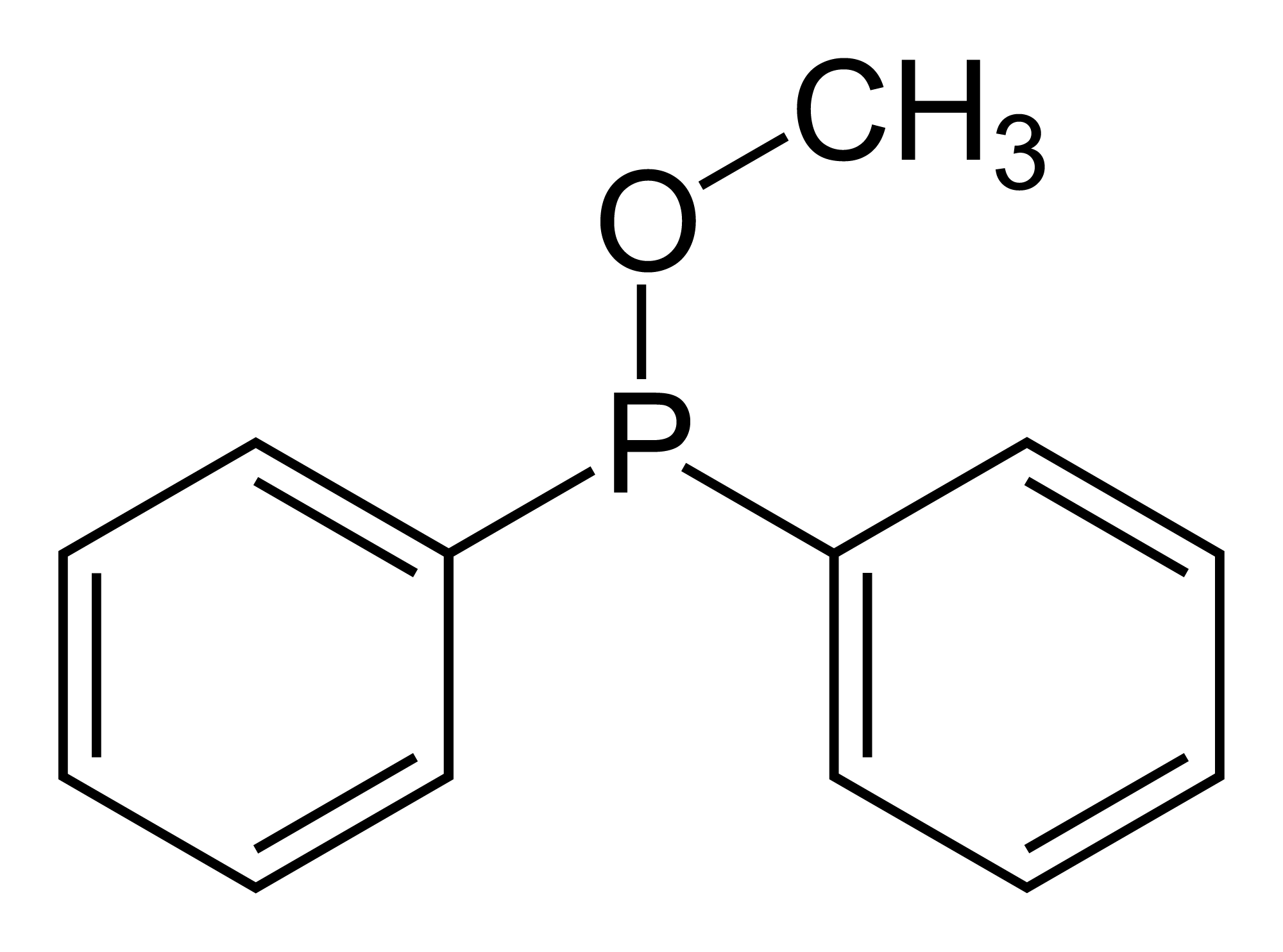
Strukturní vzorec methyldifenylfosfinitu

Fosfinity jsou organické sloučeniny s obecným vzorcem P(OR)R2. Používají se jako ligandy v homogenní katalýze a v koordinační chemii.

## Příprava
Fosfinity se vytvářejí alkoholýzou chloridů fosfinátů; například reakcí chlordifenylfosfinu s methanolem za přítomnosti zásady vzniká methyldifenylfosfinit:
ClP(C6H5)2 + CH3OH → CH3OP(C6H5)2 + HCl
I když jsou fosfinity estery fosfinových kyselin (R2POH), tak se nevyrábějí jejich esterifikací.

## Reakce
Oxidací fosfinitů vznikají fosfináty:
2 P(OR)R2 + O2 → 2 OP(OR)R2
Fosfinitové ligandy vytvářejí podobné komplexy jako fosfiny. Jsou silnějšími π akceptory než většina fosfinových ligandů.